# Championnats du monde de cyclo-cross 2000
Navigation
Édition précédente Édition suivante
Les championnats du monde de cyclo-cross 2000 ont lieu les 28 et 29 janvier 2000 à Sint-Michielsgestel, aux Pays-Bas. C'est la première édition qui comprend un championnat du monde féminin. Hanka Kupfernagel devient la première championne du monde de l'histoire.

## Podiums

### Hommes
| Épreuves        | Or                  | Argent          | Bronze        |
| --------------- | ------------------- | --------------- | ------------- |
| Élites          | Richard Groenendaal | Mario De Clercq | Sven Nys      |
| Moins de 23 ans | Bart Wellens        | Tom Vannoppen   | Davy Commeyne |
| Juniors         | Bart Aernouts       | Walker Ferguson | David Kasek   |

### Femmes
| Épreuves | Or                | Argent          | Bronze               |
| -------- | ----------------- | --------------- | -------------------- |
| Élites   | Hanka Kupfernagel | Louise Robinson | Daphny van den Brand |

## Classement des élites

### Hommes
| Pos.                               | Cycliste            | Pays     | Temps        |
| ---------------------------------- | ------------------- | -------- | ------------ |
| Médaille d'or, Coupe du Monde      | Richard Groenendaal | Pays-Bas | 59 min 57 s  |
| Médaille d'argent, Coupe du Monde  | Mario De Clercq     | Belgique | +38 s        |
| Médaille de bronze, Coupe du Monde | Sven Nys            | Belgique | +42 s        |
| 4.                                 | Adrie van der Poel  | Pays-Bas | + 1 min 18 s |
| 5.                                 | Wim de Vos          | Pays-Bas | + 1 min 50 s |
| 6.                                 | Ben Berden          | Belgique | + 2 min 08 s |
| 7.                                 | Peter Van Santvliet | Belgique | + 2 min 12 s |
| 8.                                 | Gerben de Knegt     | Pays-Bas | + 2 min 17 s |
| 9.                                 | Daniele Pontoni     | Italie   | + 2 min 22 s |
| 10.                                | Dominique Arnould   | France   | + 2 min 23 s |

### Femmes
| Pos.                               | Cycliste             | Pays        | Temps        |
| ---------------------------------- | -------------------- | ----------- | ------------ |
| Médaille d'or, Coupe du Monde      | Hanka Kupfernagel    | Allemagne   | 42 min 10 s  |
| Médaille d'argent, Coupe du Monde  | Louise Robinson      | Royaume-Uni | +57 s        |
| Médaille de bronze, Coupe du Monde | Daphny van den Brand | Pays-Bas    | + 1 min 16 s |
| 4.                                 | Laurence Leboucher   | France      | + 2 min 03 s |
| 5.                                 | Alison Dunlap        | États-Unis  | + 2 min 30 s |
| 6.                                 | Corine Dorland       | Pays-Bas    | + 2 min 55 s |
| 7.                                 | Alla Epifánova       | Russie      | + 3 min 14 s |
| 8.                                 | Carmen Richardson    | États-Unis  | + 3 min 15 s |
| 9.                                 | Inge Velthuis        | Pays-Bas    | + 3 min 36 s |
| 10.                                | Chantal Daucourt     | Suisse      | + 3 min 57 s |

## Tableau des médailles
| Rang | Nation      | Or | Argent | Bronze | Total |
| ---- | ----------- | -- | ------ | ------ | ----- |
| 1    | Belgique    | 2  | 2      | 2      | 6     |
| 2    | Pays-Bas    | 1  | 0      | 1      | 2     |
| 3    | Allemagne   | 1  | 0      | 0      | 1     |
| 4    | Royaume-Uni | 0  | 1      | 0      | 1     |
| 4    | États-Unis  | 0  | 1      | 0      | 1     |
| 6    | Tchéquie    | 0  | 0      | 1      | 1     |